# Brooklyn Dodgers (NFL)
Die Brooklyn Dodgers waren eine amerikanische American-Football-Mannschaft, die 1930 bis 1945 in der National Football League (NFL) spielte.

## Teamgeschichte
Dem Manager und Eigentümer der Dayton Triangles Carl Storck war es aus beruflichen Gründen nicht mehr möglich, die Football-Mannschaft adäquat zu betreiben. Deshalb entschied er sich nach zwei Saisons ohne einen einzigen Sieg zum Verkauf. Erworben wurde das Franchise im Sommer 1930 von William Dwyer, einem früheren Alkoholschmuggler, Eigentümer der Eishockey-Mannschaft New York Americans und mehrerer Rennbahnen, und John Depler, dem früheren Trainer der Orange Tornadoes, für einen Preis von 2.500 US-Dollar. Spieler der Triangles wurden nicht übernommen. Mit dem Namen Brooklyn Dodgers benannte sich das Team wie die gleichnamige Baseball-Mannschaft, die ebenfalls im Ebbets Field spielte. Depler fungierte als Head Coach der Dodgers.
In der ersten Saison 1930 gewann die Mannschaft sieben von zwölf Spielen. Mit acht von 23, erzielte Jack McBride die meisten Touchdowns. In der folgenden Saison konnte das Ergebnis nicht gehalten werden. Von vierzehn Spielen konnten nur zwei (gegen die Frankford Yellow Jackets und die Staten Island Stapletons) gewonnen werden. McBride war erneut bester Spieler ihm gelangen aber nur vier von insgesamt zehn Touchdowns der ganzen Saison. Am Ende der Saison gab es Gerüchte, dass die Mannschaft zum Verkauf stünde. Als Käufer wurden George Marshall (späterer Eigentümer der Washington Redskins) und der Starspieler der New York Giants Benny Friedman kolportiert.
Dwyer gelang es, mit dem Starspieler Benny Friedman von den New York Giants zu einer Vereinbarung zu kommen. Friedman übernahm als Trainer, Vice President die sportliche Verantwortung für die Mannschaft und spielte gleichzeitig als Tailback. Mit Jack Grossman hatte Friedman einen geeigneten Passempfänger im Team. Da jedoch die anderen Positionen nicht gut besetzt waren, konnten nur drei von zwölf Spielen gewonnen werden.
Nachdem Dwyer in den vergangenen drei Jahren einen Verlust von mehr als 30.000 Dollar hinnehmen musste, verlor er das Interesse an der Mannschaft. Er verkaufte am 23. August 1933 die Mannschaft an die früheren New-York-Giants-Spieler John Simms „Shipwreck“ Kelly und Chris Cagle für einen Preis zwischen 25.000 und 50.000 Dollar. Zum neuen Head Coach wurde der College-Trainer Cap McEwan bestimmt. Kelly und Cagle liefen auch als Spieler auf. Zusammen mit dem weiterhin mitspielenden Friedman gelang es dem Team fünf von zehn Spielen zu gewinnen. Am Ende der Saison wurden sie Zweitplatzierte hinter den New York Giants in der East Division der NFL.
Im Mai 1934 übernahm der Millionär Dan Topping den Anteil von Chris Cagle. Das gute Ergebnis der 1933er Saison konnte im folgenden Jahr nicht gehalten werden. Erneut wurde bei vier Siegen in elf Spielen eine negative Spielbilanz erreicht. Drei der insgesamt sieben Touchdowns der Saison erzielte der Rookie Ralph Kercheval.
Für die Saison 1935 konnte der frühere Coach der Chicago Cardinals, Paul J. Schissler, gewonnen werden. Der Rücktritt der Leistungsträger Kelly und Cagle sorgte jedoch dafür, dass Schissler kaum auf erfahrene Spieler zurückgreifen konnte. Am Ende wurden fünf von zwölf Spielen gewonnen. Das Endergebnis 1936 fiel mit nur drei Siegen bei zwölf Spielen noch schlechter aus. Daran konnte auch die Verpflichtung des späteren Hall-of-Famers Morris Badgro nichts ändern.
Im Januar 1937 wurde mit Potsy Clark der Head Coach der Detroit Lions als Head Coach verpflichtet. Auch Clark gelang es nicht eine konkurrenzfähige Mannschaft zu formen. Es konnten 1937 nur drei von zwölf Spielen gewonnen werden. Für die Saison 1938 spielten mit Ace Parker und Bruiser Kinard zwei zukünftige Hall-of-Famer. Leider konnte das Rest des Teams mit deren Qualität nicht mithalten. Am Ende der Saison gelangen vier Siege bei vier Niederlagen und drei Unentschieden. Nach sechs Niederlagen und vier Siegen in der Saison 1939 lief der Drei-Jahres-Vertrag mit Clark ohne weitere Verlängerung aus. Das Spiel am 22. Oktober 1939 gegen die Philadelphia Eagles im Ebbets Field wurde von NBC an rund 1000 Fernsehempfänger übertragen. Dies war die erste Fernsehübertragung eines NFL-Spieles.
Ende Januar 1940 wurde mit Jock Sutherland der Erfolgstrainer der Football-Mannschaft der University of Pittsburgh verpflichtet. Mit einem Gehalt von 18.000 Dollar war er der höchstbezahlte Head Coach der Liga. Gleich im ersten Jahr konnte das Team acht von elf Spielen mit Sutherlands „SIngle Wing Offense“ gewinnen. Sie wurden hinter den Washington Redskins mit einem gewonnenen Spiel weniger Zweite in der Eastern Division. Gegen die Redskins hatten sie das Spiel in der ersten Woche verloren. Auch 1941 wurden die Dodgers mit nur einem Sieg weniger wieder Zweite. Diesmal hinter den Giants. Leistungsträger in den beiden Jahren waren Ace Parker und Pug Manders.
Der Überfall auf Pearl Harbor am 7. Dezember 1941 und dem damit folgenden Kriegseintritt der Vereinigten Staaten in den Zweiten Weltkrieg hatte Auswirkungen auf den Spielbetrieb der NFL und der Brooklyn Dodgers. Neben Parker und weiteren Spielern trat auch Sutherland in den Militärdienst ein. Diese Verluste waren nicht kompensierbar. Neben den fehlenden Spielern machten auch die geringen Zuschauerzahlen ab 1942 den Teams zu schaffen. Da auch Topping selbst Militärdienst leistete gestaltete sich die Leitung des Teams schwierig. Nachfolger als Head Coach für 1942 wurde Mike Getto, der bereits im Trainerstab von Sutherland arbeitete. Das Team konnte jedoch in der Saison nur drei Siege erringen.
Am 18. Juni 1943 wurde Pete Cawthon zum Head Coach der Mannschaft ernannt. In der Saison 1943 gelangen nur zwei Siege.
Am 10. Mai 1944 nannte sich das Team in „Brooklyn Tigers“ um. Es sollte eine Verwechslung mit dem Baseball-Team vermieden werden. Nachdem die ersten fünf Spiele verloren gingen, trat Cawthon am 31. Oktober 1944 zurück. Kommissarisch übernahmen der bisherige Line Coach Ed Kuhale und der End Coach Frank Bridges die Betreuung der Mannschaft. Aber auch ihnen gelang kein Sieg.
Auf Grund der schwierigen Situation wegen mangelnder Spieler und der offenen Trainerfrage bildete das Team für die Spielsaison 1945 mit den Boston Yanks eine Spielgemeinschaft.
Für 1946 verkündete Topping die Teilnahme an der konkurrierenden, neu gegründeten All-America Football Conference (AAFC). Daraufhin entzog die NFL dem Team Ende Dezember 1945 das Franchise. Zu diesem Zeitpunkt gehörten die Tigers der Eastern Promotion Inc. Eigentümer dieses Unternehmens waren Topping, seine Frau, der Eiskunstlaufstar Sonja Henie, und Arthur Friedland. Da Henie über 120.000 Dollar in die Brooklyn Tigers investiert hatte, wurde die Auflösung des Teams auch zu einem Punkt in der Scheidungsauseinandersetzung zwischen Topping und Henie.
Toppings AAFC-Team wählte den Namen New York Yankees, da es fortan im Yankee Stadium spielte. Viele Spieler der Dodgers/Tigers wechselten zu dieser Mannschaft. Daneben existierte in der AAFC ebenfalls eine Mannschaft mit dem Namen „Brooklyn Dodgers“. Dieses Team hatte aber keine Beziehung zur NFL-Mannschaft.

## Uniform
Die Brooklyn Dodgers spielten im Zeitraum 1930 bis 1937 mit grünen Jersey. In einzelnen Spielen 1931 nutze man gelbe Jerseys. Ab 1933 wurden auch rote Jerseys genutzt. Ab 1938 wurde als zweite Farbvariante ein blaues Trikot verwendet. Die Helme waren weiß mit roten Streifen.

## Statistik
| Jahr             | Siege            | Niederlagen      | Unentschieden    | Punkte erzielt   | Punkte zugelassen | Platzierung      | Head Coach                                |
| Brooklyn Dodgers | Brooklyn Dodgers | Brooklyn Dodgers | Brooklyn Dodgers | Brooklyn Dodgers | Brooklyn Dodgers  | Brooklyn Dodgers | Brooklyn Dodgers                          |
| ---------------- | ---------------- | ---------------- | ---------------- | ---------------- | ----------------- | ---------------- | ----------------------------------------- |
| 1930             | 7                | 4                | 1                | 154              | 59                | 4. (von 11)      | Jack Depler                               |
| 1931             | 2                | 12               | 0                | 64               | 199               | 9. (von 10)      | Jack Depler                               |
| 1932             | 3                | 9                | 0                | 63               | 131               | 6. (von 8)       | Benny Friedman                            |
| 1933             | 5                | 4                | 1                | 93               | 54                | 2. East          | Cap McEwan                                |
| 1934             | 4                | 7                | 0                | 61               | 153               | 3. East          | Cap McEwan                                |
| 1935             | 5                | 6                | 1                | 90               | 141               | 2. East          | Paul J. Schissler                         |
| 1936             | 3                | 8                | 1                | 92               | 161               | 4. East          | Paul J. Schissler                         |
| 1937             | 3                | 7                | 1                | 82               | 174               | 4. East          | Potsy Clark                               |
| 1938             | 4                | 4                | 3                | 131              | 161               | 3. East          | Potsy Clark                               |
| 1939             | 4                | 6                | 1                | 108              | 219               | 3. East          | Potsy Clark                               |
| 1940             | 8                | 3                | 0                | 186              | 120               | 2. East          | Jock Sutherland                           |
| 1941             | 7                | 4                | 0                | 158              | 127               | 2. East          | Jock Sutherland                           |
| 1942             | 3                | 8                | 0                | 100              | 168               | 4. East          | Mike Getto                                |
| 1943             | 2                | 8                | 0                | 65               | 234               | 4. East          | Pete Cawthon                              |
| Brooklyn Tigers  |                  |                  |                  |                  |                   |                  |                                           |
| 1944             | 0                | 10               | 0                | 69               | 166               | 5. East          | Pete Cawthon, Ed Kuhale und Frank Bridges |
| 1930–1944        | 60               | 100              | 9                |                  |                   |                  |                                           |

## Mitglieder in der Pro Football Hall of Fame
| Brooklyn Dodgers Hall of Famers | Brooklyn Dodgers Hall of Famers          | Brooklyn Dodgers Hall of Famers | Brooklyn Dodgers Hall of Famers |
| Name                            | Position                                 | Spielzeit                       | Aufnahme in die HOF             |
| ------------------------------- | ---------------------------------------- | ------------------------------- | ------------------------------- |
| Morris Badgro                   | End                                      | 1936                            | 1981                            |
| Benny Friedman                  | Quarterback                              | 1932–1934                       | 2005                            |
| Bruiser Kinard                  | Tackle                                   | 1938–1944                       | 1971                            |
| Ace Parker                      | Quarterback, Runningback, Defensive Back | 1937–1941                       | 1972                            |

## Weitere namhafte Spieler
- Ralph Kercheval; Runningback, Kicker, Punter; spielte von 1934 bis 1940 bei den Dodgers
- Pug Manders; Fullback; spielte von 1939 bis 1944 bei den Dodgers
- Ollie Sansen; Fullback, spielte von 1932 bis 1935 bei den Dodgers
- Perry Schwartz; End; spielte von 1938 bis 1942 bei den Dodgers
- Bud Svendsen; Center, Guard, Linebacker; spielte von 1940 bis 1943 bei den Dodgers